# Em Bryant
Emmette Bryant, detto Em (Chicago, 4 novembre 1938), è un ex cestista e allenatore di pallacanestro statunitense, professionista nella NBA.

## Carriera
Venne selezionato dai New York Knicks al settimo giro del Draft NBA 1964 (53ª scelta assoluta).

## Palmarès
- Campionato NBA: 1

Boston Celtics: 1969